# RPS19BP1
RPS19BP1 (англ. Ribosomal protein S19 binding protein 1) – білок, який кодується однойменним геном, розташованим у людей на довгому плечі 22-ї хромосоми. Довжина поліпептидного ланцюга білка становить 136 амінокислот, а молекулярна маса — 15 434.
| 10         |  | 20         |  | 30         |  | 40         |  | 50         |
| ---------- |  | ---------- |  | ---------- |  | ---------- |  | ---------- |
| MSAALLRRGL |  | ELLAASEAPR |  | DPPGQAKPRG |  | APVKRPRKTK |  | AIQAQKLRNS |
| AKGKVPKSAL |  | DEYRKRECRD |  | HLRVNLKFLT |  | RTRSTVAESV |  | SQQILRQNRG |
| RKACDRPVAK |  | TKKKKAEGTV |  | FTEEDFQKFQ |  | QEYFGS     |  |            |

A: Аланін

C: Цистеїн

D: Аспарагінова кислота

E: Глутамінова кислота

F: Фенілаланін

G: Гліцин

H: Гістидин

I: Ізолейцин

K: Лізин

L: Лейцин

M: Метіонін

N: Аспарагін

P: Пролін

Q: Глутамін

R: Аргінін

S: Серин

T: Треонін

V: Валін

Кодований геном білок за функцією належить до фосфопротеїнів. 
Локалізований у ядрі.